# Pterygiopsis coracodiza
Pterygiopsis coracodiza är en lavart som först beskrevs av William Nylander och fick sitt nu gällande namn av Henssen. 
Pterygiopsis coracodiza ingår i släktet Pterygiopsis och familjen Lichinaceae.  Arten är reproducerande i Sverige. Inga underarter finns listade i Catalogue of Life.